# Écoépidémiologie
L'écoépidémiologie ou éco-épidémiologie est une discipline dont les bases ont été posées, et le terme forgé, par Jean-Antoine Rioux, un professeur de parasitologie français, qui a développé la pratique dans les années 1960 et 1970,,,. Les fondements ont été redécouverts à la fin des années 1990 par les chercheurs sud-africains Mervyn Wilfred Susser (en) et Ezra Susser (fils du précédent),,. Il s'agit d'une discipline transversale aux domaines de l'écologie, des sciences médicales (médecine humaine et vétérinaire) et des sciences sociales (en particulier la sociologie, l'anthropologie, mais aussi la géographie, le droit et l'économie).
L'écoépidémiologie a pour objectif de comprendre, d'étudier mais aussi de gérer les maladies transmissibles en prenant en compte l'ensemble des paramètres ayant une influence sur celles-ci. Ainsi, elle cherche à analyser les relations entre individus et entre différentes espèces entre différents niveaux d’organisation (moléculaires, individuels, populationnels, socio-environnementaux, etc.) participant au processus de transmission des maladies. Le but est finalement d’intégrer l'ensemble des niveaux d’organisation dans la conception, l’analyse et l’interprétation de la dynamique des pathogènes. En cela elle englobe le concept One Health puisque ce dernier promeut une approche intégrée, systémique et unifiée de la santé publique, animale et environnementale aux échelles locales, nationales et planétaire, mais n'intègre pas d'aspects sociaux.
Bien que théoriquement applicable à l'ensemble des espèces vivantes, l'écoépidémiologie est la plupart du temps centré sur les maladies touchant l'humain ou les espèces d'élevage. En cela elle est centrale dans l'étude des maladies émergentes.

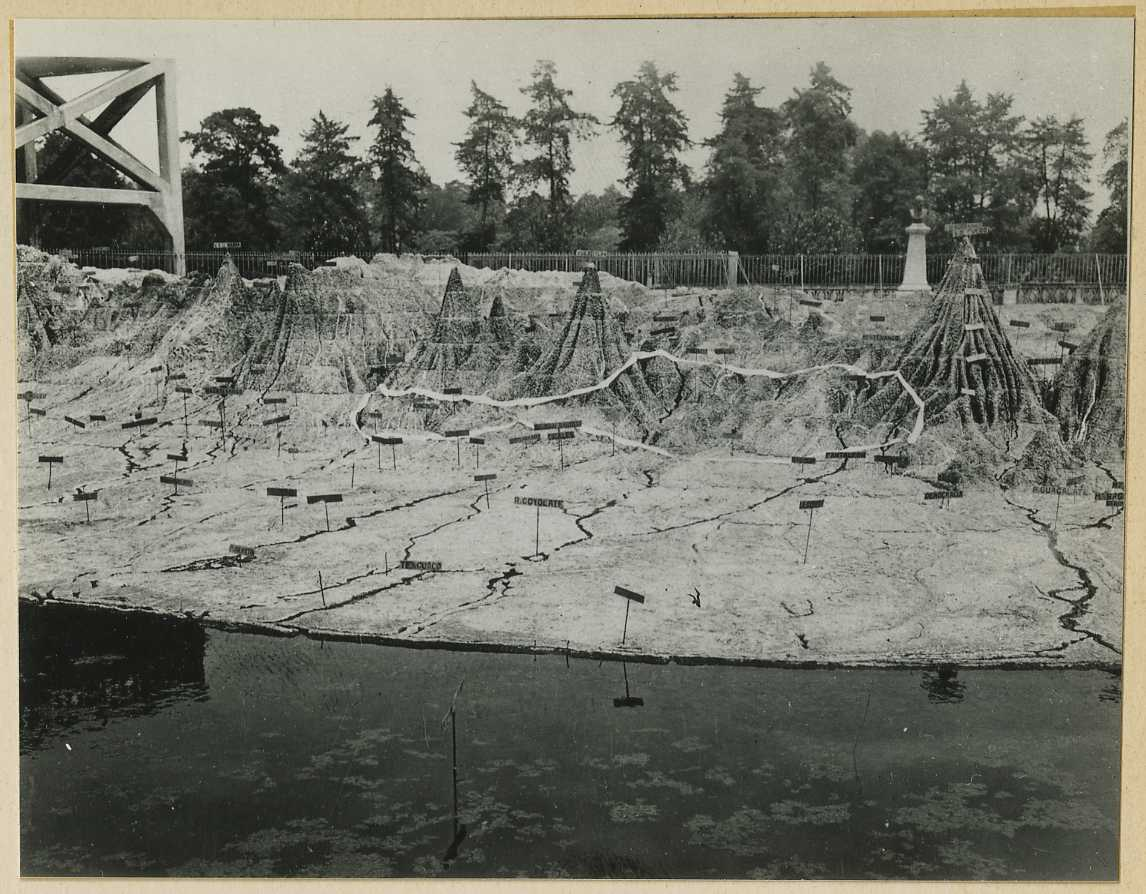
Maquette pédagogique de grande taille matérialisant les zones du Guatemala exposées à l'onchocercose; Archives médicales de l'armée américaine.

Il n'existe pas à proprement parler d'écoépidémiologue puisque cette discipline est pluridisciplinaire.

## Contenu
Cette discipline étudie la répartition dans l'espace et dans le temps, des déterminants écologiques des événements de santé dans les populations et/ou dans les écosystèmes (ou agrosystèmes), pour mieux apprécier la réalité et l’ampleur de l’impact sanitaire des facteurs environnementaux biologiques, physiques ou chimiques.
L’écoépidémiologie se veut systémique, intégrative et holistique. Elle est donc pluridisciplinaire, pouvant concerner tant la médecine humaine que vétérinaire, ou avoir des applications phytosanitaires ou ecologiques.
L’écoépidémiologue cherche notamment à cerner la dynamique du « complexe écopathogène » (l'ensemble des organismes en interaction participant directement ou indirectement à l’expression d’une maladie dans un contexte environnemental [spatial et temporel] donné). Il s'intéresse aussi aux interactions durables entre un agent pathogène ou parasite et hôte (dont relations coévolutives) et environnement. Il peut aussi s'intéresser aux fonctions d’événements qui peuvent sembler être des maladies, mais qui parfois chez l'animal, la plante ou chez une association symbiotique d'organismes, est une réponse à un stress ou à une modification de l'environnement, en particulier dans le cas de mortalité de masse (phénomène dont la fréquence pourrait avoir été sous-estimée par les écologues) selon une étude récente. Un exemple récent de ce type de mortalité a été en mai 2015 au Kazakhstan la mort de 200.000 antilopes saïgas, tuées par la bactérie Pasteurella multocida (plus du tiers de la population mondiale),. Au sein de la biosphère, selon les données disponibles, ce type d'évènement catastrophiques surviendrait dans environ 4 % des populations animales ; plus souvent chez des oiseaux (7 %), des mammifères (5 %) et des insectes (3 %) sous l'effet de facteurs tels que le climat, les hivers rigoureux, les prédateurs, les parasites, ou l'effet combiné de plusieurs de ces facteurs. Il s'agirait bien plus souvent d'effondrements (86 % des cas) plutôt que d'augmentations inattendues, et les ignorer dans les modèles écologiques et de prévisions d'abondance de la population pourrait conduire à sous-estimer l'ampleur de certains accidents démographiques et détriment de la pertinence de certaines stratégies de conservation insuffisamment robustes face aux surprises écologiques.

## Utilité
L’écoépidémiologie vise à comprendre ou suivre les facteurs environnementaux expliquant, permettant et/ou favorisant la maladie. C'est une discipline relativement émergente mais qui semble devoir prendre une importance croissante, étant donné la multiplicité des polluants et facteurs environnementaux délétères auxquels les êtres vivants sont exposés.
Le contexte peut être l'environnement « naturel » ou un environnement plus artificiel (la ville, la maison ou encore l'élevage).

## En France
Concernant les « espèces d’intérêt pour la chasse » (le gibier essentiellement), l'Office national de la chasse et de la faune sauvage (ONCFS) - en lien avec de nombreux organismes, dont la Fédération nationale des chasseurs (FNC) - et via le réseau SAGIR contribue depuis longtemps à la veille écoépidémiologique.
En 2011, une plateforme d'épidémiosurveillance en santé animale a été créée sous l’autorité du ministère chargé de l’agriculture,, pour optimiser l'effort de surveillance de la faune, mais aussi pour guider les acteurs de terrain dans le choix des réponses à mettre en œuvre.
Fin 2012, une participation plus marquée des chasseurs et des fédérations a été encouragée par la signature d'une convention tripartite ONCFS - FNC - Ministère français de l'agriculture, visant à « garantir, de manière permanente, une surveillance de la santé de la faune sauvage, et plus particulièrement des espèces d’intérêt pour la chasse », grâce au réseau SAGIR, tout en développant la surveillance et de vigilance vis-à-vis des risques et dangers pour la santé publique et à propos des « effets non intentionnels des pesticides sur la faune sauvage ». Les thèmes de travail seront conjointement révisés annuellement par les signataires de convention, au vu de l'« actualité sanitaire ».